# Gesamtkatalog der Wiegendrucke

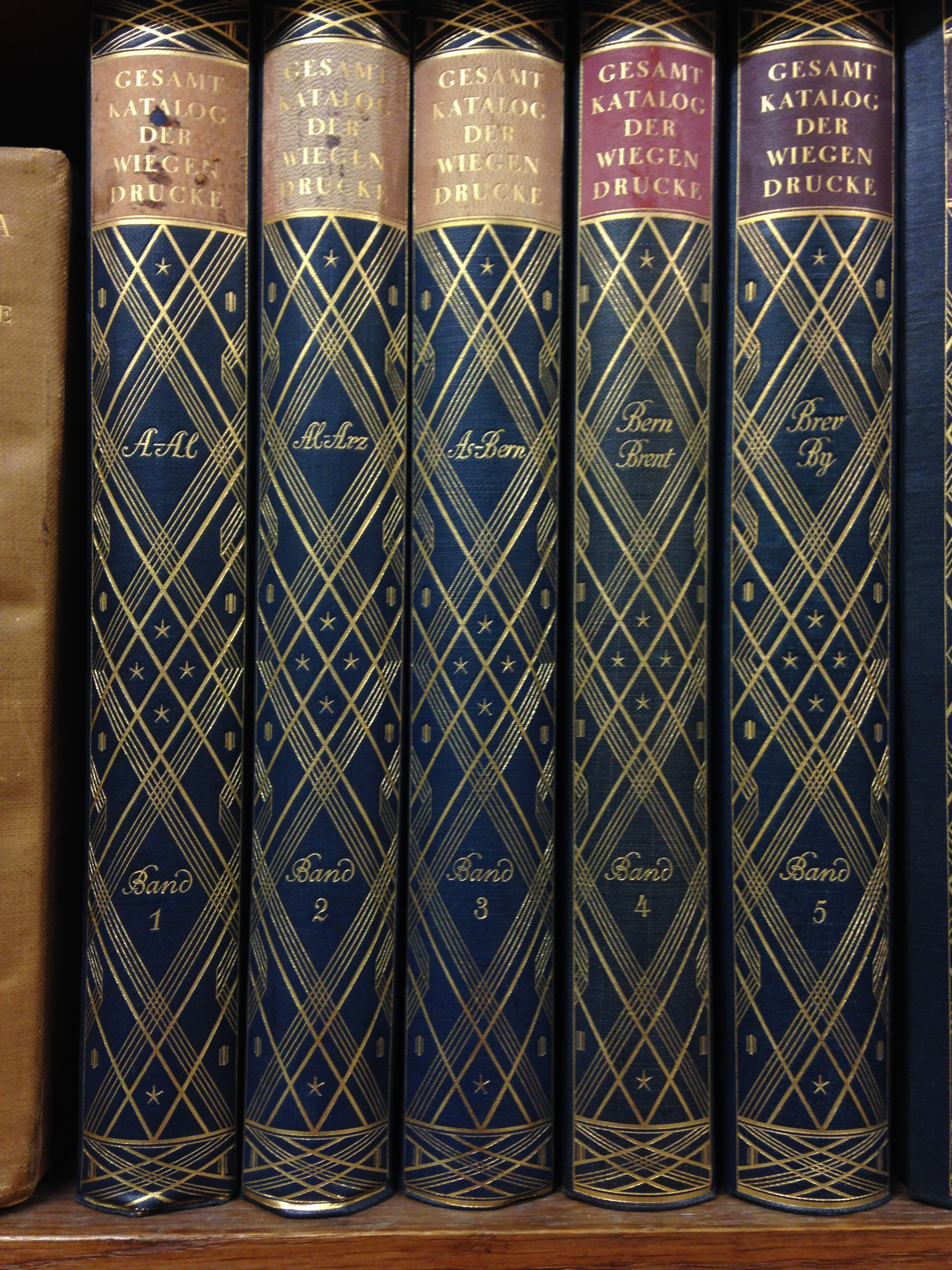
Gesamtkatalog der Wiegendrucke, prvních pět svazků

Gesamtkatalog der Wiegendrucke (GW) je souborný katalog sepisující všechny světové inkunábule vytvářený Staatsbibliothek zu Berlin. První díl tohoto katalogu vyšel roku 1925 u Antona Hiersemanna v Lipsku, v roce 2009 vyšly díly až po heslo Horem. V průběhu vydávání pak katalog získal podobu i online databáze.

## Struktura záznamu
1. bibliografický popis; údaje o autorech, titulu, vydavatelích, překladatelích, komentátorech, tiskařích, místu tisku a formátu
2. kolace (knihovědný popis); informace o rozsahu, složkách, signaturách, kustodách
3. textologický popis; první slova (incipit) a poslední slova (explicit) textů v knize obsažených
4. zdroje a konkrétní exempláře